# Lingshou
Lingshou, även romaniserat Lingshow, är ett härad som lyder under Shijiazhuang i Hebei-provinsen i norra Kina.